# Stefan & Bully gegen irgendson Schnulli
Stefan & Bully gegen irgendson Schnulli ist eine deutsche Spielshow, die von Raab Entertainment für den Sender RTL produziert wird. Die erste Ausgabe wurde am 21. Dezember 2024 live auf RTL ausgestrahlt, und nach der Aufzeichnung auf dem Streamingportal RTL+ bereitgestellt. 
In der Show kann ein Kandidat in mehreren Spielen gegen das Duo, bestehend aus dem deutschen Entertainer Stefan Raab und dem Schauspieler und Regisseur Michael „Bully“ Herbig, 250.000 € oder ein Mehrfaches davon gewinnen. 

## Konzept
| Spiel Nr. | Spiel Nr. | Spiel Nr. | Punkte |
| --------- | --------- | --------- | ------ |
| 1         | 2         | 3         | 3×1    |
| 4         | 5         | 6         | 3×2    |
| 7         | 8         | 9         | 3×3    |
| 10        | 11        | 12        | 3×6    |
| Summe     | Summe     | Summe     | 36     |

Zu Beginn einer Show werden vier Kandidaten per Videoclip vorgestellt, die im Studio in drei Spielen gegeneinander antreten. Am Ende eines jeden Spiels scheidet der Konkurrent mit dem schlechtesten Ergebnis aus, bis schließlich nur noch ein Kandidat, der „Schnulli“, übrig bleibt.
Die Spiele der Show sind zumeist so konzipiert, dass der Kandidat, Raab und Herbig zu dritt gegeneinander antreten. Damit der „Schnulli“ ein Spiel gewinnt, muss er jeweils besser abschneiden als Raab und Herbig; er verliert ein Spiel, wenn er nur besser als einer des Duos ist. In wenigen Spielen treten Raab und Herbig als (sich gegenseitig beratendes) Team gegen den Kandidaten an.
Die Spiele sind punktemäßig in vier Blocks à drei Spiele aufgeteilt: Die ersten drei Spiele sind jeweils einen Punkt, die des zweiten Blocks jeweils zwei Punkte, die Spiele sieben bis neun jeweils drei Punkte und die letzten drei Spiele jeweils sechs Punkte wert. Insgesamt können 36 Punkte erspielt werden; Sieger einer Show ist, wer zuerst 19 oder mehr Punkte erreicht. Dies ist frühestens nach dem zehnten Spiel möglich.
Ein erfolgreicher „Schnulli“ gewinnt mindestens 250.000 Euro; gewinnen Raab und Herbig, wandert das Geld in den Jackpot und der Kandidat der nächsten Show kann mindestens 500.000 Euro erzielen. Moderiert wird die Live-Sendung von Elton, während Frank Buschmann die Spiele kommentiert.
Der Ablauf und Stil der Show ist stark an Raabs ehemaliges Projekt Schlag den Raab angelehnt.

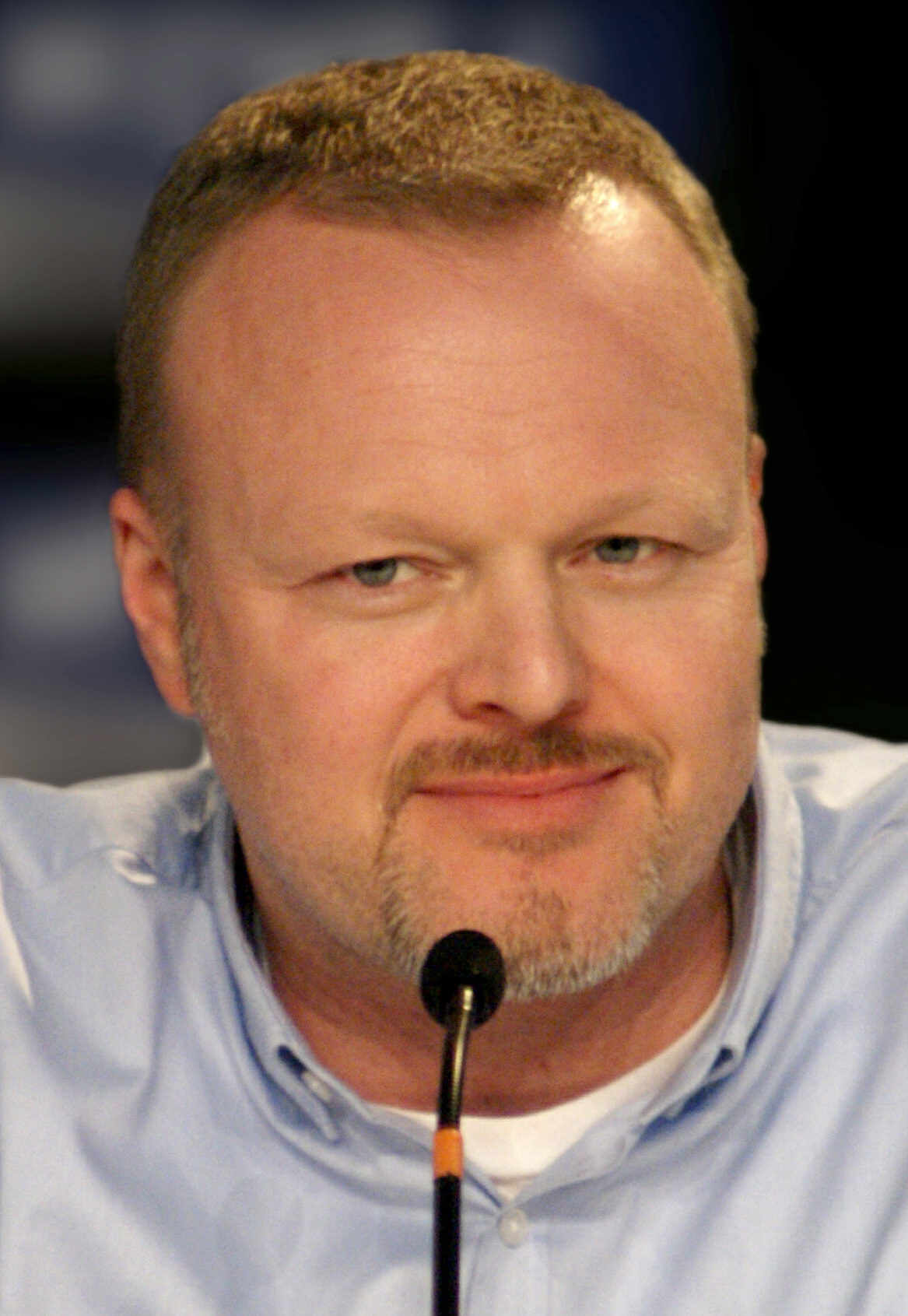
Stefan Raab Spieler
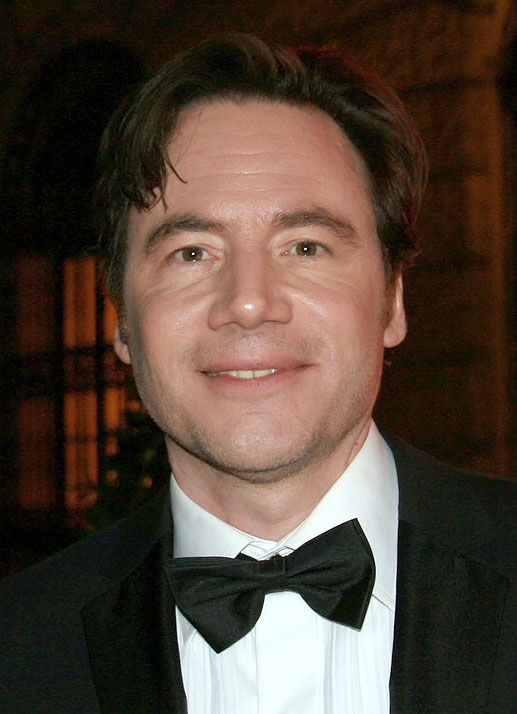
Michael Herbig Spieler
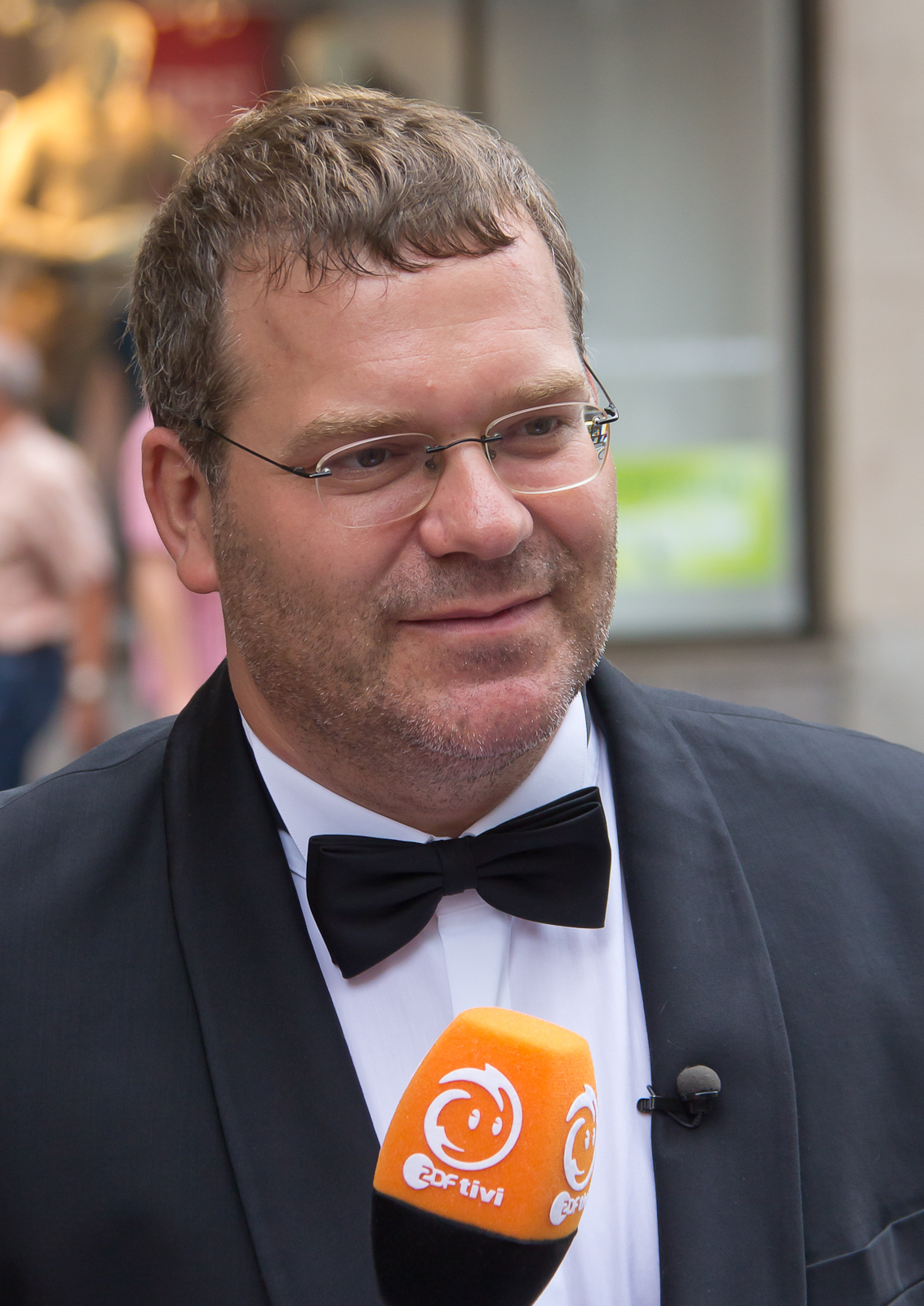
Elton Moderator
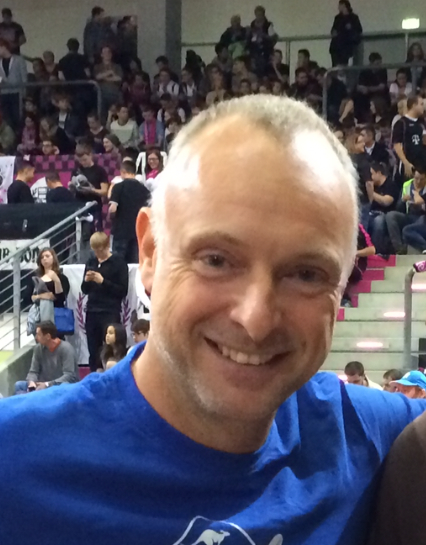
Frank Buschmann Kommentator

## Ausgaben
| Folge | Datum             | Motto                 | Spielsumme | Schnulli   | Beruf           | Alter | m/w | Sieger   | Ergebnis | Spiele | Sendungsende |
| ----- | ----------------- | --------------------- | ---------- | ---------- | --------------- | ----- | --- | -------- | -------- | ------ | ------------ |
| 1     | 21. Dezember 2024 |                       | 250.000 €  | Marc       | Bundeswehr-Arzt | 35    | m   | Schnulli | 11:19    | 11     | 01:32 Uhr    |
| 2     | 15. März 2025     |                       | 250.000 €  | Konstantin | Physiker        | 26    | m   | Schnulli | 15:21    | 12     | 01:25 Uhr    |
| 3     | 2025              | Die Show des Manitu 1 | 250.000 €  |            |                 |       |     |          |          |        |              |

## Hintergrund
Nach dem Start von Raabs neuer Show Du gewinnst hier nicht die Million, wurden seitens RTL auch weitere geplante Projekte mit Raab angekündigt. Bereits im Oktober 2024 kündigte Stephan Schmitter, CEO von RTL, ein TV-Event mit Raab im linearen Fernsehen an. Im selben Monat wurde schließlich der Titel der Show bekanntgegeben, sowie die Beteiligung von Michael „Bully“ Herbig.
Raab und Herbig arbeiteten während ihrer bisherigen Fernsehkarrieren bereits an der Musik für den Kinofilm (T)Raumschiff Surprise – Periode 1 (2004) zusammen und waren bei TV total und Bullyparade in der Show des Jeweiligen zu Gast gewesen. Des Weiteren hatte Herbig Raab bei verschiedenen Werbevideos für Raabs dritten Boxkampf gegen Regina Halmich unterstützt.

## Einschaltquoten
Laut RTL gelang dem Sender mit der Show ein voller Erfolg und man ordnete sie neben Raabs Boxkampf im September 2024 als „zweitbeste[n] Showstart […] in diesem Jahr“ ein. Die erste Ausgabe von Stefan & Bully gegen irgendson Schnulli erreichte am 21. Dezember 2024 eine Nettoreichweite von 12,89 Mio. Zuschauern und konnte besonders bei den 14-59-Jährigen mit 1,16 Mio. Zuschauern 15,5 Prozent Marktanteil einholen; bei den 14-49-Jährigen erreichte man mit 0,70 Mio. Zuschauern einen Marktanteil von 18,8 Prozent. Im Durchschnitt verfolgten 1,86 Mio. Zuschauer ab 3 Jahren die Show. RTL konnte vor allen anderen Sendern einen Tagesmarktanteil von 11,6 Prozent bei den 14-49-Jährigen erreichen.
| Ausgabe | Datum             | Zuschauer | Zuschauer       | Marktanteil | Marktanteil     |
| Ausgabe | Datum             | Gesamt    | 14 bis 49 Jahre | Gesamt      | 14 bis 49 Jahre |
| ------- | ----------------- | --------- | --------------- | ----------- | --------------- |
| 01      | 21. Dezember 2024 | 1,86 Mio. | 0,70 Mio.       | 10,7 %      | 18,8 %          |
| 02      | 15. März 2025     | 1,38 Mio. | 0,47 Mio.       | 8,0 %       | 13,5 %          |